# Ligurština
Ligurština nebo janovština (místně nazývaná zeneise nebo zeneize) je galo-italský jazyk, kterým se mluví především na území bývalé Janovské republiky, dnes zahrnující oblast Ligurie v severní Itálii, části středomořského pobřežního pásma Francie, Monaka (kde se nazývá monégasque), města Bonifacio na Korsice a v obcích Carloforte na ostrově San Pietro a Calasetta na ostrově Sant'Antioco u pobřeží jihozápadní Sardinie. Je součástí galoitalského a západorománského nářečního kontinua. Ačkoli je součástí galoitalštiny, vykazuje několik rysů italsko-románské skupiny střední a jižní Itálie. Janovský dialekt, kterým se mluví v Janově, hlavním městě Ligurie, je prestižním dialektem jazyka, na němž je založen standard.
Existuje dlouhá literární tradice ligurských básníků a spisovatelů, která sahá od 13. století až do současnosti, například Luchetto (janovský anonym), Martin Piaggio a Gian Giacomo Cavalli.

## Vzorový text

### Všeobecná deklarace lidských práv
| ligurština    | Tutte e personn-e nascian libere e pæge in dignitæ e driti. Son dotæ de raxon e coscensa e gh'an da agî l'unn-a verso l'atra inte 'n spirito de fradelansa.                                |
| italština     | Tutti gli esseri umani nascono liberi ed eguali in dignità e diritti. Essi sono dotati di ragione e di coscienza e devono agire gli uni verso gli altri in spirito di fratellanza.         |
| francouzština | Tous les êtres humains naissent libres et égaux en dignité et en droits. Ils sont doués de raison et de conscience et doivent agir les uns envers les autres dans un esprit de fraternité. |
| česky         | Všichni lidé se rodí svobodní a sobě rovní co do důstojnosti a práv. Jsou nadáni rozumem a svědomím a mají spolu jednat v duchu bratrství.                                                 |